# 奇维塔卡斯泰拉纳
奇维塔卡斯泰拉纳（義大利語：Civita Castellana），是意大利维泰博省的一个市镇。总面积83.28平方公里，人口16772人，人口密度201.4人/平方公里（2009年）。ISTAT代码为056021。